# Luna 21
Luna 21 (Ye-8 series) là một phi vụ không người lái trong chương trình Luna, còn được gọi là Lunik 21, vào năm 1973. Phi thuyền hạ cánh trên Mặt trăng và triển khai chiếc xe tự hành thứ hai của Liên Xô, Lunokhod 2. Mục tiêu của nhiệm vụ là thu thập hình ảnh mặt trăng, kiểm tra mức ánh sáng xung quanh để xác định tính khả thi của các quan sát thiên văn từ Mặt trăng, thực hiện laser từ các thí nghiệm từ Trái Đất, quan sát tia X mặt trời, đo từ trường địa phương và nghiên cứu tính chất cơ học của vật liệu bề mặt mặt trăng.

## Nhiệm vụ
Luna 21 đã thực hiện chiến dịch thành công thứ hai của Liên Xô, Lunarkhod 2, và được phóng lên chưa đầy một tháng sau lần hạ cánh xuống Mặt Trăng cuối cùng của chương trình Apollo. Tên lửa đẩy Proton-K / D đưa tàu vũ trụ vào quỹ đạo chờ vòng quanh Trái Đất, sau đó là đẩy nó tới Mặt Trăng. Vào ngày 12 tháng 1 năm 1973, Luna 21 bị đưa vào quỹ đạo 90 × 100 km về Mặt Trăng, ở độ nghiêng 60° bằng tên lửa hãm. Vào ngày 13 và 14 tháng 1, chiều cao đã được hạ xuống độ cao 16 km. Vào ngày 15 tháng 1 sau 40 quỹ đạo, tên lửa phanh được bắn ở độ cao 16 km, và tàu vũ trụ đã rơi tự do. Ở độ cao 750 mét, các máy đẩy chính bắt đầu khởi động, làm chậm quá trình rơi cho đến khi đạt tới độ cao 22 mét. Tại thời điểm này, các bộ đẩy chính đóng và các bộ đẩy thứ cấp được kích hoạt, làm chậm tốc độ rơi cho đến khi chiếc tàu cao hơn mặt đất 1,5 mét, sau đó động cơ bị ngưng. Điểm rơi xảy ra lúc 23:35 UT trong miệng núi lửa Le Monnier ở 25,85 °C, 30,45 ° E, giữa Mare Serenitatis ("Biển Serenity") và Dãy núi Taurus. Thiết bị đổ bộ đã mang theo hình của Vladimir Lenin và một biểu tượng của Liên Xô.